# Rockford (Tennessee)
Pour les articles homonymes, voir Rockford.
Rockford est une municipalité américaine située dans le comté de Blount au Tennessee.
Selon le recensement de 2010, Rockford compte 856 habitants. La municipalité s'étend sur 3,21 milles carrés (8,31 km2).
La localité doit son nom à un gué (en anglais : ford) créé à un endroit rocheux (rocky) sur la Little River (en).